# Wapen van Bilzen

Het wapen van Bilzen

Het wapen van Bilzen werd op 10 november 1819, door de Hoge Raad van Adel aan de Limburgse gemeente Bilzen toegekend. In 1840 verkreeg Bilzen in een verzameling van wetten en besluiten van België een nieuw wapen. Dit wapen werd op 6 juni 1989 bevestigd.

## Blazoeneringen
Het wapen heeft drie verschillende omschrijvingen gekend, waarvan het tweede in het Frans en het eerste en huidige in het Nederlands.

### Eerste blazoenering
De blazoenering van het eerste wapen luidt als volgt:
In de lengte door midden gedeeld, het eerste deel van lazuur, beladen met vier dwarsbalken van goud, het tweede mede van lazuur, beladen met een boom staande op een terras alles van goud.
Het wapen was in een linker en rechter deel gedeeld. Het heraldisch rechter deel (voor de kijker links) bestond uit een blauw veld met vier gouden dwarsbalken. Het linker deel uit een blauw veld met daarop een gouden boom op een gouden veld. Het wapen werd dus toegekend in de Nassause kleuren.

### Tweede blazoenering
De blazoenering van het tweede wapen luidt als volgt:
Mi parties au 1er (ancien Looz) burelées d'or & de gueules de dix pièces, au second (Bilsen) d'argent à un arbre nourri, de sinople, sur un tertre de même.

Van boven af in twee gedeeld, het 1e (oud Looz), met tien gulden en roode strepen overtrokken, het tweede (Bilzen) van goud met eenen groenen gebladerden boom, op eenen groenen heuvel.
Het wapen is op enkele details na gelijk aan het oude wapen. De enige grote verschillen met het oude wapen zijn het aantal dwarsbalken in het eerste veld en de kleuren: het aantal dwarsbalken is van vier gouden balken op een blauw veld, verhoogd naar tien balken (vijf goud en vijf rood), terwijl het tweede veld nu van goud is met daarop een boom in natuurlijke kleur die staat op een groene heuvel.

### Derde blazoenering
De tweede blazoenering luidt als volgt:
Gedeeld 1. gedwarsbalkt van tien stukken van goud en van keel 2. in zilver een geplante beuk van sinopel.
Het wapen is gelijk aan het voorgaande. In het tweede veld is het metaal nu officieel omschreven als zilver, in plaats van goud.

## Geschiedenis
De plaats Bilzen werd vanaf de 14e eeuw ook aangeduid als Buckebilsen (Beukenbilzen) om verwarring te voorkomen met Eigenbilzen en Munsterbilzen. De stad verkreeg in 1386 stadsrechten naar voorbeeld van die van Luik.
Het oudste bekende zegel van Bilzen is van de binnenschepenbank, de stad had ook een buitenbank, uit de 14e eeuw. Er zijn vier afdrukken van bekend uit 1333, 1374, 1378 en 1383. Hoewel de binnenbank het Loonse recht voerde, toonde het zegel een schild met in de eerste helft het wapen van het Land van Loon en in de tweede helft het eigen wapen van Bilzen: een boom. Rondom het zegel stond het randschrift + S. SCABINORUM ET VILLE DE BOCHOTBILSE, wat Latijn is voor het zegel van de schepenen en de stad Beukenbilzen.
Het OPIDVM SEV LIBERTAS BLISIENSIS (Latijn voor "stad of vrijheid Bilzen") wijzigde voor 1431 het gebruikte zegel. Dit zegel toonde een wapen waarvan de eerste helft doorsneden was. In het eerste vlak stond Sint Mauritius, de patroonheilige van Bilzen, als ruiter met een nimbus met daaronder een boom. In de tweede helft stonden de tien dwarsbalken van Loon. Reeds voor 1575 werden de helften verwisseld, wat ook te zien is in de kroniek van het land van Luik. Bij deze verwisseling verloor Mauritius ook zijn aureool.
Mauritius verdween voor 1747 van het wapen en men keerde terug naar het wapen uit de 14e eeuw. Bij deze wijziging verdween er ook een dwarsbalk uit de helft met het Loonse wapen. Dit wapen vormde de basis van het wapen in 1819, waardoor ook bij het Nederlandse wapen één balk ontbrak. In 1840 werd de balk weer toegevoegd, tezamen met de historisch correcte kleuren.
De huidige gemeente Bilzen ontstond na een fusie in 1977. De fusie betrof de gemeenten Beverst, Bilzen, Eigenbilzen, Hoelbeek, Martenslinde, Mopertingen, Munsterbilzen, Spouwen en Waltwilder.

## Vergelijkbare wapens
Het wapen van Bilzen stamt af van het wapen van Loon en kan daardoor met de volgende wapens vergeleken worden:

Wapen van de graven van het graafschap Loon
Het wapen van Loon en alle afgeleide wapens daarvan
Het wapen van het Prinsbisdom Luik
Het wapen van Limburg
Het wapen van Borgloon